# Andrew Weisblum
Andrew Weisblum (Cleveland, 6 novembre 1971) è un montatore statunitense.
È collaboratore abituale dei registi Wes Anderson e Darren Aronofsky. Per un film diretto da quest'ultimo, Il cigno nero, è stato candidato all'Oscar al miglior montaggio.

## Filmografia

### Montatore
- Coney Island Baby, regia di Amy Hobby (2003)
- Undermind, regia di Nevil Dwek (2003)
- Broken English, regia di Zoe R. Cassavetes (2007)
- Dear Lemon Lima, regia di Suzi Yoonessi (2007) - cortometraggio
- Il treno per il Darjeeling (The Darjeeling Limited), regia di Wes Anderson (2007)
- The Wrestler, regia di Darren Aronofsky (2008)
- Fantastic Mr. Fox, regia di Wes Anderson (2009)
- Il cigno nero (Black Swan), regia di Darren Aronofsky (2010)
- Moonrise Kingdom, regia di Wes Anderson (2012)
- The East, regia di Zal Batmanglij (2013)
- Noah, regia di Darren Aronofsky (2014)
- Alice attraverso lo specchio (Alice Through the Looking Glass), regia di James Bobin (2016)
- Madre! (Mother!), regia di Darren Aronofsky (2017)
- L'isola dei cani (Isle of Dogs), regia di Wes Anderson (2018)
- Gli occhi di Tammy Faye (The Eyes of Tammy Faye), regia di Michael Showalter (2021)
- The French Dispatch of the Liberty, Kansas Evening Sun, regia di Wes Anderson (2021)
- Tick, Tick... Boom!, regia di Lin-Manuel Miranda (2021)
- The Whale, regia di Darren Aronofsky (2022)
- La meravigliosa storia di Henry Sugar (The Wonderful Story of Henry Sugar), regia di Wes Anderson (2023) - cortometraggio
- Wolfs - Lupi solitari (Wolfs), regia di Jon Watts (2024)
- Una scomoda circostanza (Caught Stealing), regia di Darren Aronofsky (2025)

### Montatore degli effetti visivi
- Chicago, regia di Rob Marshall (2002)
- The Fountain - L'albero della vita (The Fountain), regia di Darren Aronofsky (2006)
- Tick, Tick... Boom!, regia di Lin-Manuel Miranda (2021)

### Altro
- Vado a vivere a New York (Naked in New York), regia di Daniel Algrant (1993) - montatore apprendista
- Let It Be Me, regia di Eleanor Bergstein (1995) - assistente montatore
- La grazia nel cuore (Grace of My Heart), regia di Allison Anders (1996) - secondo assistente montatore
- Omicidio in diretta (Snake Eyes), regia di Brian De Palma (1998) - assistente montatore
- A Stranger in the Kingdom, regia di Jay Craven (1999) - montatore associato
- Isn't She Great, regia di Andrew Bergman (2000) - assistente montatore
- A morte Hollywood (Cecil B. DeMented), regia di John Waters (2000) - primo assistente montatore
- Femme fatale, regia di Brian De Palma (2002) - assistente montatore
- Chicago, regia di Rob Marshall (2002) - primo assistente montatore
- Mail Order Bride, regia di Robert Capelli Jr. e Jeffrey Wolf (2003) - assistente montatore
- Una hostess tra le nuvole (View from the Top), regia di Bruno Barreto (2003) - secondo assistente montatore
- School of Rock, regia di Richard Linklater (2003) - assistente montatore
- A Dirty Shame, regia di John Waters (2004) - montatore associato
- Vita da strega (Bewitched), regia di Nora Ephron (2005) - montatore aggiuntivo
- Young Adult, regia di Jason Reitman (2011) - montatore aggiuntivo

## Riconoscimenti
Premio Oscar
2011 - Candidatura al miglior montaggio per  Il cigno nero
2022 - Candidatura al miglior montaggio per Tick, Tick… Boom!
- BAFTA al miglior montaggio
  - 2011: candidato - Il cigno nero